# Diaprograpta striola
Diaprograpta striola är en spindelart som beskrevs av Simon 1909. Diaprograpta striola ingår i släktet Diaprograpta och familjen sporrspindlar.
Artens utbredningsområde är Western Australia. Inga underarter finns listade i Catalogue of Life.